# Helten fra Mexico
Helten fra Mexico er en amerikansk stumfilm fra 1919 af Roscoe Arbuckle.

## Medvirkende
- Roscoe 'Fatty' Arbuckle
- Al St. John
- Molly Malone
- Monte Collins
- Jack Coogan Sr.